# Chiến tranh Whisky
Chiến tranh Whisky (tiếng Anh: Whisky War), còn gọi là Cuộc chiến Rượu (Liquor Wars), là một cuộc đối đầu giả vờ và tranh chấp biên giới chính thức giữa Đan Mạch và Canada đối với Đảo Hans. Từ năm 1978 đến năm 2022, hòn đảo Hans đã trở thành sự bất đồng giữa hai quốc gia này.
Ngày 14 tháng 6 năm 2022, Bộ Sự vụ Toàn cầu Canada (Global Affairs Canada) ra thông cáo rằng các vấn đề phân chia ranh giới đất liền trên đảo Hans đã được nhất trí. Hiệp định phân định biên giới sẽ có hiệu lực sau khi được nghị viện cả hai nước, cũng như cơ quan lập pháp của lãnh thổ Nunavut, phê chuẩn.

## Bối cảnh
Đảo Hans nằm ở trung tâm eo biển Kennedy, giữa Đảo Greenland và Đảo Ellesmere. Tồn tại một đường lí thuyết ngay giữa eo biển, đi qua hòn đảo. Canada và Đan Mạch đều không thể đạt được thỏa thuận về đảo Hans vào năm 1973, khi mà các nước này kí kết một hiệp ước biên giới, rồi để lại một khoảng trống trong tình hình biên giới của nó.

## Xung đột và giải quyết hòa bình
Năm 1984, binh lính Canada "khiêu khích" Đan Mạch bằng cách cắm quốc kì của nước này trên đảo, rồi để lại một chai rượu whisky xuất xứ Canada. Cùng năm, Bộ trưởng Vấn đề Greenland của Đan Mạch cũng đích thân đến hòn đảo, mang theo quốc kì Đan Mạch, một chai rượu Cognac và một lá thư ghi rõ "Chào mừng đến với Đảo Đan Mạch" (Velkommen Til den danske ø). Hai nước tiến hành lần lượt cắm cờ của mình lên đảo và đổi chác những đồ uống có cồn. Những lá cờ cũ cũng được gấp lại một cách đàng hoàng và kính trọng. Cũng đã có một số quảng cáo của Google được sử dụng để "quảng bá các tuyên bố của họ". Mặc dù có thái độ rất nghiêm túc, nhưng tất cả các hành động đều được thực hiện một cách thân thiện.

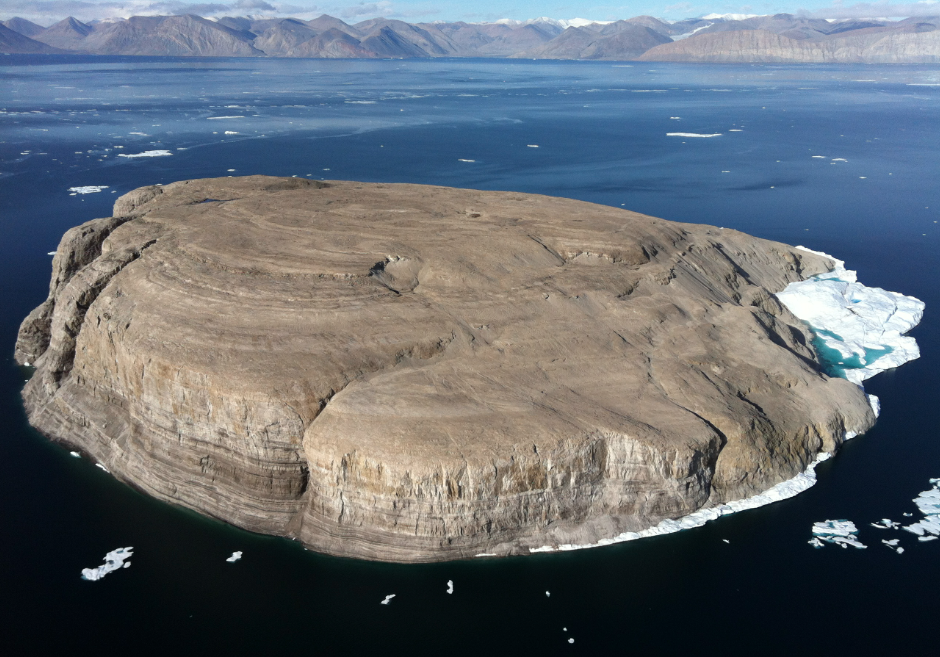
Đảo Hans nhìn từ trên không vào tháng 8 năm 2012, phía sau là Đảo Ellesmere.

Cả hai quốc gia đã cùng nhất trí về một quy trình vào năm 2005 nhằm giải quyết vấn đề này, và cuối cùng đã ổn định vào năm 2022.
Cuộc tranh chấp biên giới nhỏ này thường được coi là hài hước giữa hai nước, các cư dân cũng thể hiện sự hài hước của họ. Bất chấp tính chất chính thức nghiêm trọng của vấn đề, cách thức mà xung đột được diễn ra cũng là rất nhẹ nhàng, điều này thể hiện qua khoảng thời gian cần thiết để giải quyết tranh chấp. Cả hai quốc gia đều có quan hệ rất thân thiện và còn cùng là thành viên sáng lập của NATO. Hầu như không có thay đổi đáng kể nào ngoài tổng diện tích đất đai của hai nước này. Kết quả cũng có tác dụng phụ là đã tạo cho Canada và Đan Mạch một đường biên giới trên bộ với nhau, có nghĩa là cả hai quốc gia nay không còn biên giới với chỉ một quốc gia khác (tức Hoa Kỳ với Canada; Đức với Đan Mạch).

## Dòng thời gian
- Năm 1980–1983 – Công ty Dome Petroleum của Canada nghiên cứu xung quanh hòn đảo.[11][12]
- Năm 1984 – Tom Høyem, Bộ trưởng Greenland Đan Mạch, thuê trực thăng đến đảo, cắm một lá cờ và đặt một cái chai rượu ở đó.[13]
- Năm 1988 – Xuồng canô tuần tra Bắc Băng Dương của Đan Mạch HDMS Tulugaq đến đảo, dựng ụ đá hình tháp, đặt một cột cờ và quốc kì Đan Mạch trên đảo.
- Năm 1995 – Sĩ quan liên lạc Đan Mạch và các nhà trắc địa bay đến, đặt cột cờ và những lá cờ khác.
- Cuối tháng 8 năm 1997 – Xuồng canô tuần tra Bắc Băng Dương của Đan Mạch HDMS Agpa cố gắng tiếp cận hòn đảo, nhưng buộc phải quay đầu cách đảo 241 km (150 dặm) do băng quá dày.
- Năm 2001 – Keith Dewing và Chris Harrison, các nhà địa chất của Cục Khảo sát Địa chất Canada, những người đang lập bản đồ phía bắc Đảo Ellesmere, đã bay bằng trực thăng đến đảo.[14]
- Ngày 13 tháng 8 năm 2002 – Thanh tra hạm HDMS Vædderen của Đan Mạch đến dựng một ụ đá hình tháp, cột cờ và lá cờ mới, cũng như tìm thấy lá cờ cắm năm 1988 bị mất tích và lá cờ cắm năm 1995 đã thành từng mảnh.
- Ngày 1 tháng 8 năm 2003 – Đoàn thuỷ thủ của khinh hạm HDMS Triton của Đan Mạch đã cập bến hòn đảo và thay thế quốc kì Đan Mạch một lần nữa.
- Ngày 13 tháng 7 năm 2005 – Những người lính Canada đổ bộ lên đảo, đặt một điểm đánh dấu bằng đá truyền thống của người Inuit (gọi là Inukshuk) cùng một tấm bảng và quốc kì Canada.[15]
- Ngày 20 tháng 7 năm 2005 – Như một động thái mang tính biểu tượng, Bộ trưởng Quốc phòng Canada Bill Graham đã đặt chân lên hòn đảo này.[15]
- Ngày 25 tháng 7 năm 2005 – Một quan chức chính phủ Đan Mạch thông báo Đan Mạch sẽ gửi thư phản đối tới Canada.
- Ngày 25 tháng 7 năm 2005 – Phó thủ tướng Greenland, Josef Motzfeldt, tuyên bố Canada chiếm đóng hòn đảo, rằng các chuyên gia nên xác định hòn đảo này đã thuộc về quốc gia nào.[16]
- Ngày 28 tháng 7 năm 2005 – Đại sứ Đan Mạch tại Canada đăng một bài báo trên tờ Ottawa Citizen về quan điểm của Đan Mạch về vấn đề Đảo Hans.[17]
- Ngày 4 tháng 8 năm 2005 – Xuồng canô tuần tra Bắc Băng Dương của Đan Mạch HDMS Tulugaq được điều từ Căn cứ hải quân Grønnedal đến Đảo Hans để khẳng định chủ quyền của Đan Mạch. Chiếc xuồng dự kiến sẽ đến nơi trong thời gian ba tuần kể từ thời gian này.
- Ngày 8 tháng 8 năm 2005 – Các tờ báo Đan Mạch đưa tin Canada muốn mở các cuộc đàm phán liên quan đến tương lai của Đảo Hans. Thông tin này được hoan nghênh bởi Thủ tướng Đan Mạch Anders Fogh Rasmussen, ông đã tuyên bố "Đã đến lúc ngừng cuộc chiến này. Nó không có chỗ đứng trong một thế giới hiện đại và quốc tế. Các quốc gia như Đan Mạch và Canada phải có khả năng tìm ra một giải pháp hòa bình trong một chẳng hạn như trường hợp này."[18]
- Ngày 16 tháng 8 năm 2005 – Theo Bộ trưởng Ngoại giao Đan Mạch Per Stig Møller, Đan Mạch và Canada đã đồng ý mở lại các cuộc đàm phán liên quan đến tương lai của Đảo Hans. Đan Mạch sẽ ngay lập tức bắt đầu khảo sát địa chất trong khu vực, và Per Stig Møller sẽ gặp người đồng cấp Canada Pierre Pettigrew tại thành phố New York vào giữa tháng 9. Nếu họ không đạt được thỏa thuận, cả hai chính phủ đã đồng ý đệ trình tranh chấp lên Tòa án Công lý Quốc tế ở Den Haag. Chính phủ Greenland đồng ý với đường lối hành động này. Về việc chiếc xuồng canô tuần tra HDMS Tulugaq của Đan Mạch mà sau đó đang trên đường tới Đảo Hans, ngài Bộ trưởng nói "Tôi đã chỉ thị cho con xuồng đi đến đó, nhưng họ sẽ không vào bờ xé cờ [Canada] và thay thế nó bằng một lá cờ mới đâu. Đấy sẽ là một [hành vi] hơi trẻ con giữa hai đồng minh NATO."[19]
- Ngày 20 tháng 8 năm 2005 – Bộ trưởng Ngoại giao Canada, Pierre Pettigrew, tuyên bố yêu sách của Canada đối với hòn đảo này có cơ sở vững chắc trong luật pháp quốc tế và có khả năng sẽ không bị chấm dứt trước tòa án quốc tế. "Chủ quyền của chúng tôi đối với hòn đảo có một nền tảng rất vững chắc", ngài Bộ trưởng nói trong một cuộc phỏng vấn qua điện thoại với một nhà báo của tờ Canadian Press.[20]
- Ngày 19 tháng 9 năm 2005 – Theo Bộ trưởng Ngoại giao Canada Pierre Pettigrew, Canada và Đan Mạch đã nhất trí về một quy trình giải quyết tranh chấp về hòn đảo. Pettigrew và người đồng cấp Đan Mạch, Per Stig Møller, đã gặp nhau tại New York vào ngày này. Pettigrew cho biết hai nước sẽ làm việc cùng nhau "để giải quyết vấn đề này và đưa nó về quá khứ." Tuy nhiên Pettigrew vẫn nhắc lại rằng Canada có chủ quyền đối với hòn đảo này.[6]
- Ngày 16 tháng 8 năm 2006 – Một nhà địa chất học ở Vancouver nhận được giấy phép thăm dò đảo Hans từ chính phủ Canada.[21]
- Ngày 17 tháng 3 năm 2007 – Các nhà khoa học từ Đại học Toronto và Đại học Kỹ thuật Đan Mạch công bố kế hoạch lắp đặt một trạm thời tiết tự động trên đảo, vào mùa hè năm 2007.
- Ngày 4 tháng 5 năm 2008 – Một nhóm các nhà khoa học quốc tế đến từ Úc, Canada, Đan Mạch và Anh đã lắp đặt một trạm thời tiết tự động trên đảo Hans.[22]
- Ngày 11 tháng 4 năm 2012 – Đề xuất cho Canada và Đan Mạch chia tách lãnh thổ Đảo Hans.[23]
- Ngày 29 tháng 11 năm 2012 – Canada và Đan Mạch đạt được một thỏa thuận về biên giới chính xác giữa họ, mặc dù không xác định biên giới gần Đảo Hans.[24]
- Ngày 23 tháng 5 năm 2018 – Canada và Đan Mạch công bố một lực lượng đặc nhiệm chung nhằm giải quyết tranh chấp trên Đảo Hans.[25]
- Tháng 2 năm 2019 – Nhà địa chất người Canada John Robins được chính phủ Canada cấp cho yêu cầu thăm dò khoáng sản đối với Đảo Hans như một phần trong nỗ lực giúp đỡ việc Canada tuyên bố chủ quyền.[26]
- Ngày 12 tháng 9 năm 2019 – Chính phủ Greenland quyết định chấp thuận đóng cửa tạm thời Đảo Hans đối với các đơn xin giấy phép thăm dò khoáng sản. Sự chấp thuận này dựa trên một thỏa thuận giữa Canada và Đan Mạch. Do đó, nhà địa chất người Canada John Robins cũng đã bị chính phủ Canada đình chỉ giấy phép thăm dò khoáng sản của mình đối với Đảo Hans. Andreas G. Jensen người Đan Mạch cũng bị Vương quốc Đan Mạch từ chối đơn xin phép thăm dò khoáng sản do thỏa thuận đóng cửa này.[27]
- Ngày 10 tháng 6 năm 2022 – Canada và Đan Mạch thỏa thuận một đường biên giới qua hòn đảo, phân chia nó giữa lãnh thổ Nunavut thuộc Canada và quốc gia hợp thành bán tự trị thuộc Đan Mạch là Greenland.[28]
- Ngày 14 tháng 6 năm 2022 – Kế hoạch phân chia hòn đảo giữa hai quốc gia chính thức cuối cùng cũng đã được công khai.[29]